# Albares
Albares è un comune spagnolo di 589 abitanti situato nella comunità autonoma di Castiglia-La Mancia.